# Lysiloma latisiliquum
Lysiloma latisiliquum är en ärtväxtart som först beskrevs av Carl von Linné, och fick sitt nu gällande namn av George Bentham. Lysiloma latisiliquum ingår i släktet Lysiloma och familjen ärtväxter. Inga underarter finns listade i Catalogue of Life.

## Bildgalleri

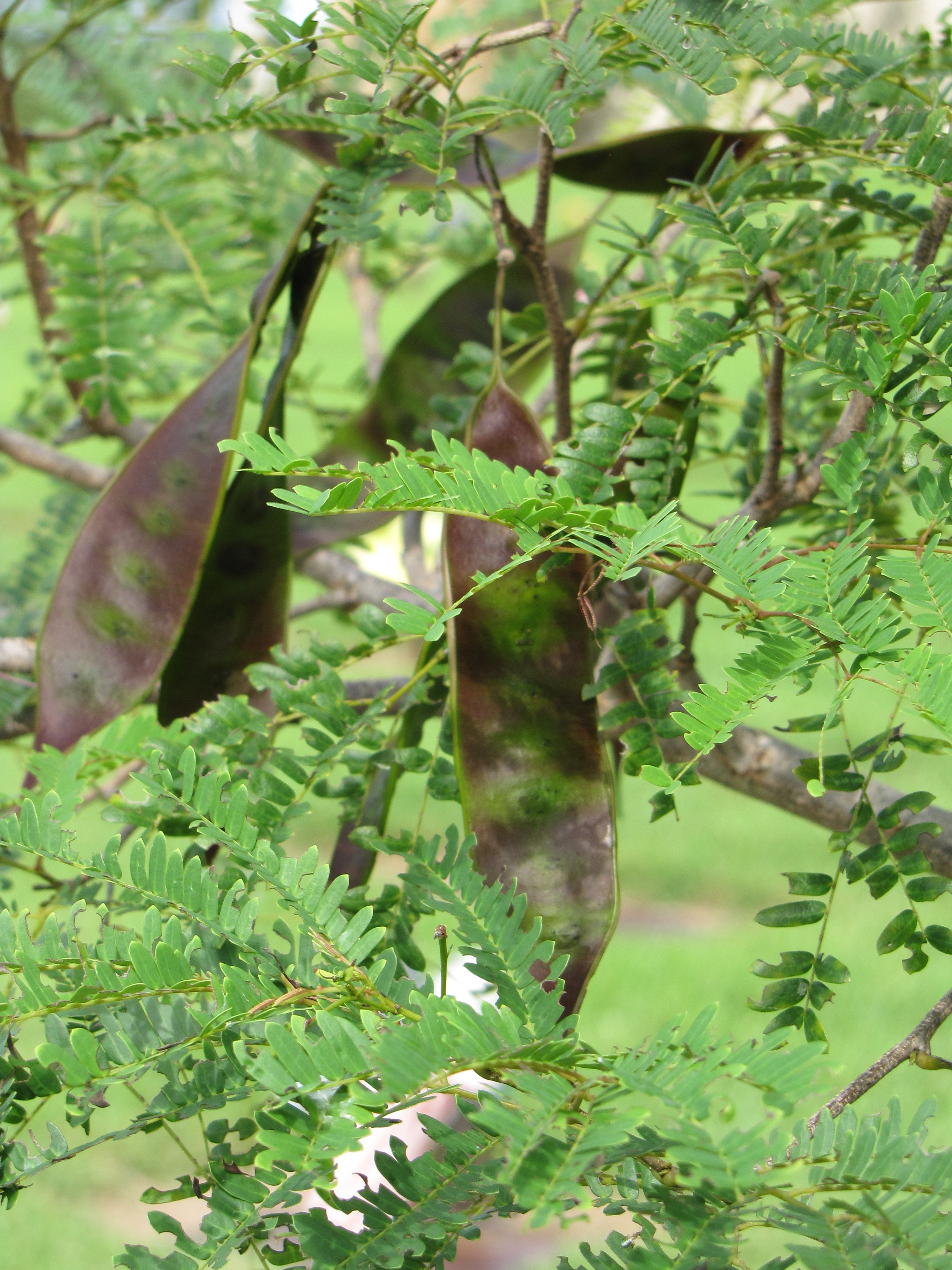